# Sydney (Canada)
Sydney è un centro urbano ed ex-città situato sulla costa orientale dell'isola del Capo Bretone nella provincia della Nuova Scozia in Canada, nei pressi della foce dell'omonimo fiume. Fondata dagli inglesi nel 1785, divenne una città nel 1904 e mantenne tale stato fino al 1 agosto 1995, quando fu assimilata nella Municipalità Regionale di Cape Breton. È stata la capitale della colonia dell'Isola del Capo Bretone fino al 1820, quando la colonia è stata unita con la Nuova Scozia e la capitale è stata spostata ad Halifax.

## Storia
L'insediamento di Sydney fu fondato nel 1784 dal colonnello e cartografo Joseph Frederick Wallet Desbarres e così chiamato in onore di Thomas Townshend, 1° visconte di Sydney, che al tempo ricopriva il ruolo di segretario di Stato per gli affari interni del Regno Unito.Nel novembre 1784 una nave da 600 tonnellate chiamata Blenheim approdò nei pressi dell'odierna Sydney con a bordo un gruppo di cittadini britannici ed ex soldati. A essi si unirono un gruppo di lealisti provenienti dallo stato di New York in fuga dopo l'epilogo della Rivoluzione Americana. Joseph Desbarres raggiunse la colonia il 7 gennaio 1785 e ne fu eletto primo governatore.
Tra il 1784 e il 1820 Sydney fu la capitale della colonia britannica dell'isola di Capo Bretone, fino a quando la colonia non fu sciolta e unita alla vicina Nuova Scozia, con il conseguente spostamento della capitale regionale ad Halifax.
Nei decenni successivi la cittadina iniziò a svilupparsi come centro industriale, prima grazie ai giacimenti di carbone e in seguito, a partire dagli inizi del XX secolo, come centro siderurgico. Durante la prima e la seconda guerra mondiale Sydney fu un'importante base per i convogli navali diretti verso l'Europa e il porto di Sydney fu uno dei luoghi interessati dalla battaglia del San Lorenzo tra il 1942 e il 1944.

## Economia
Agli inizi del XX secolo la regione di Sydney divenne uno dei principali centri siderurgici del Canada, le cui industrie erano alimentate dai locali giacimenti di carbone e controllate dalla Dominion Steel and Coal Corporation (DOSCO), dove erano impiegati la maggior parte dei residenti.
Dopo la fine della seconda guerra mondiale le industrie minerarie e siderurgiche iniziarono un periodo di declino, tanto che nel 1968, per salvare la principale fonte di occupazione della regione, la DOSCO fu nazionalizzata e continuò a operare per alcuni decenni come Sydney Steel Corporation (SYSCO), fino a chiudere in modo definitivo nel 2001. Di pari passo la popolazione della città ha subito un progressivo calo a partire dagli anni '70. Negli ultimi anni la maggior parte della popolazione opera nei call center di supporto ai consumatori e nel settore turistico.